# Вдовін (Польща)
Вдовін (пол. Wdowin) — село в Польщі, у гміні Дружбиці Белхатовського повіту Лодзинського воєводства.
Населення — 127 осіб (2011).
У 1975-1998 роках село належало до Пйотрковського воєводства.

## Демографія
Демографічна структура станом на 31 березня 2011 року:
|          | Загалом | Допрацездатний вік | Працездатний вік | Постпрацездатний вік |
| -------- | ------- | ------------------ | ---------------- | -------------------- |
| Чоловіки | 62      | 14                 | 43               | 5                    |
| Жінки    | 65      | 11                 | 38               | 16                   |
| Разом    | 127     | 25                 | 81               | 21                   |